# Нунъань
Нунъа́нь (кит. упр. 农安, пиньинь Nóng'ān) — уезд в составе города субпровинциального значения Чанчунь провинции Гирин (КНР).

## История
Здесь располагался город Фуюй государства Бохай. Когда кидани завоевали Бохай, то в этих местах расположилась Фуюйская управа. Легенда гласит, что вождь киданей Абаоцзи, будучи в этих местах, тяжело заболел, но с неба спустился жёлтый дракон, и Абаоцзи выздоровел. В честь этого события управу Фуюйфу переименовали в Хуанлунфу («Управа жёлтого дракона»). Когда чжурчжэньский вождь Ваньянь Агуда восстал против киданей и пошёл на юг, то лошади его войска выбрали именно это место для переправы, поэтому когда утвердилась чжурчжэньская империя Цзинь, в память об этом событии управа Хуанлунфу была преобразована в округ Цзичжоу. Впоследствии, чтобы избежать коллизии с одноимённым округом в провинции Шаньдун, его переименовали в Лунчжоу. В 1214 году округ Лунчжоу был поднят до уровня управы и переименован в Лунъань. Когда монголы сокрушили государство Цзинь, то в 1236 году управа была переименована в Хуанлун. После свержения монголов и основания империи Мин эти земли не вошли в состав нового китайского государства.
При империи Цин во второй половине XIX века эти земли постепенно стали заселяться оседлым населением, и в 1889 году здесь был образован уезд, в качестве названия для которого было избрано «Нунъань» — созвучное старому «Лунъань».

## Административное деление
Уезд Нунъань делится на 10 посёлков и 11 волостей.